# Simms (Montana)
Simms é uma Região censo-designada localizada no estado americano de Montana, no Condado de Cascade.

## Demografia
Segundo o censo americano de 2000, a sua população era de 373 habitantes.

## Geografia
De acordo com o United States Census Bureau tem uma área de
19,9 km², dos quais 19,9 km² cobertos por terra e 0,0 km² cobertos por água. Simms localiza-se a aproximadamente 1088 m acima do nível do mar.

## Localidades na vizinhança
O diagrama seguinte representa as localidades num raio de 32 km ao redor de Simms.